# تتراديكان-1-ول
تتراديكان-1-ول هو كحول دهني مشبع ذو أربعة عشر ذرة كربون، صيغته الجزيئية هي C 14 H 30 O. تتراديكان-1-ول عبارة عن مادة صلبة بلورية بيضاء، غير قابلة للذوبان عمليًا في الماء ، قابل للذوبان في ثنائي إيثيل الإيثر، وقابل للذوبان بشكل طفيف في الإيثانول. يمكن العثور على تتراديكان-1-ول في جوزة الطيب، وموجود أيضًا في زيت النخيل و زيت جوز الهند، وقد يتم إنتاجه أيضًا من المواد الأولية للبتروكيماويات إما عن طريق عملية زيغلر أو عملية تفاعل أوكسو.